# Sci alpino ai XIV Giochi olimpici invernali - Discesa libera femminile
Tra le competizioni dello sci alpino ai XIV Giochi olimpici invernali di Sarajevo 1984 la discesa libera femminile si disputò giovedì 16 febbraio sulla pista Olympia di Jahorina; le svizzere Michela Figini e Maria Walliser vinsero rispettivamente la medaglia d'oro e quella d'argento e la cecoslovacca Olga Charvátová quella di bronzo. La gara era originariamente in programma l'11 febbraio; fu rinviata a causa delle avverse condizioni meteorologiche.
Detentrice uscente del titolo era l'austriaca Annemarie Moser-Pröll, che aveva vinto la gara dei XIII Giochi olimpici invernali di Lake Placid 1980 disputata sul tracciato di Whiteface Mountain precedendo la liechtensteinese Hanni Wenzel (medaglia d'argento) e la svizzera Marie-Theres Nadig (medaglia di bronzo); la campionessa mondiale in carica era la canadese Gerry Sorensen, vincitrice a Schladming 1982 davanti allo statunitense Cindy Nelson e all'altra canadese Laurie Graham.

## Risultati
| Pos. | Pett. | Atleta                   | Nazione        | Tempo   | Distacco |
| ---- | ----- | ------------------------ | -------------- | ------- | -------- |
| 1    | 5     | Michela Figini           | Svizzera       | 1:13,36 |          |
| 2    | 10    | Maria Walliser           | Svizzera       | 1:13,41 | +0,05    |
| 3    | 16    | Olga Charvátová          | Cecoslovacchia | 1:13,53 | +0,17    |
| 4    | 12    | Ariane Ehrat             | Svizzera       | 1:13,95 | +0,59    |
| 5    | 15    | Jana Šoltýsová           | Cecoslovacchia | 1:14,14 | +0,78    |
| 6    | 18    | Marina Kiehl             | Germania Ovest | 1:14,30 | +0,94    |
| 6    | 11    | Gerry Sorensen           | Canada         | 1:14,30 | +0,94    |
| 8    | 14    | Lea Sölkner              | Austria        | 1:14,39 | +1,03    |
| 9    | 4     | Elisabeth Kirchler       | Austria        | 1:14,55 | +1,19    |
| 10   | 22    | Veronika Wallinger       | Austria        | 1:14,76 | +1,40    |
| 11   | 6     | Laurie Graham            | Canada         | 1:14,92 | +1,56    |
| 12   | 19    | Brigitte Oertli          | Svizzera       | 1:14,93 | +1,57    |
| 13   | 2     | Sylvia Eder              | Austria        | 1:14,97 | +1,61    |
| 14   | 20    | Heidi Wiesler            | Germania Ovest | 1:14,98 | +1,62    |
| 15   | 13    | Caroline Attia           | Francia        | 1:15,04 | +1,68    |
| 16   | 7     | Holly Flanders           | Stati Uniti    | 1:15,11 | +1,75    |
| 17   | 23    | Regine Mösenlechner      | Germania Ovest | 1:15,16 | +1,80    |
| 18   | 24    | Liisa Savijarvi          | Canada         | 1:15,32 | +1,96    |
| 19   | 1     | Maria Maricich           | Stati Uniti    | 1:15,55 | +2,19    |
| 20   | 9     | Marie-Luce Waldmeier     | Francia        | 1:15,56 | +2,20    |
| 21   | 21    | Debbie Armstrong         | Stati Uniti    | 1:15,57 | +2,21    |
| 22   | 17    | Karen Stemmle            | Canada         | 1:15,64 | +2,28    |
| 23   | 8     | Irene Epple              | Germania Ovest | 1:15,65 | +2,29    |
| 24   | 25    | Ivana Valešová           | Cecoslovacchia | 1:16,43 | +3,07    |
| 25   | 28    | Jolanda Kindle           | Liechtenstein  | 1:16,89 | +3,53    |
| 26   | 29    | Christine Grant          | Nuova Zelanda  | 1:17,52 | +4,16    |
| 27   | 27    | Michèle Brigitte Dombard | Belgio         | 1:18,92 | +5,56    |
| 28   | 30    | Marilla Guss             | Australia      | 1:19,75 | +6,39    |
| 29   | 31    | Kate Rattray             | Nuova Zelanda  | 1:20,18 | +6,82    |
| 30   | 32    | Teresa Bustamante        | Argentina      | 1:21,62 | +8,26    |
|      | 3     | Élisabeth Chaud          | Francia        | DNF     | DNF      |
|      | 26    | Clare Booth              | Regno Unito    | DNF     | DNF      |

Legenda:

DNF = prova non completata

Pos. = posizione

Pett. = pettorale
Ore: 10.30 (UTC+1)

Pista: Olympia

Partenza: 1 872 m s.l.m.

Arrivo: 1 325 m s.l.m.

Lunghezza: 1 965 m

Dislivello: 547 m

Porte: 28

Tracciatore: Dieter Bartsch (Svizzera)